# Trillionaire (песня Фьючера)
«Trillionaire» — песня американского рэпера Фьючера при участии YoungBoy Never Broke Again. Она была отправлена на радио rhythmic contemporary 26 мая 2020 как пятый сингл с восьмого студийного альбома Фьючера High Off Life.

## Текст
Фьючер и NBA YoungBoy поют о своей стойкости к богатству, а также о трудностях, с которыми они столкнулись на пути.

## Чарты
| Чарт (2020)                           | Высшая позиция |
| ------------------------------------- | -------------- |
| Канада (Billboard Canadian Hot 100)   | 69             |
| Великобритания (OCC UK Singles)       | 85             |
| США (Billboard Hot 100)               | 34             |
| США (Billboard Hot R&B/Hip-Hop Songs) | 16             |
| США Rhythmic (Billboard)              | 27             |